# Церковь Святого Казимира (Вселюб)
Костёл Святого Казимира (бел. Касцёл Святога Казіміра) — католический храм в агрогородке Вселюб, Гродненская область, Белоруссия. Относится к Новогрудскому деканату Гродненского диоцеза. Построен до 1433 года, по некоторым данным, самый старый католический храм на территории современной Беларуси.
Храм несколько раз на протяжении истории менял название. В 1642 году он был освящён во имя Святого Казимира, затем периодически менял имя, в связи с чем в некоторых источниках называется также «Костёлом Воздвижения Святого Креста» и «Костёлом Иоанна Крестителя». В 1991 году храм был переосвящён после реконструкции под именем Святого Казимира и сейчас официально именуется именно так.

## История

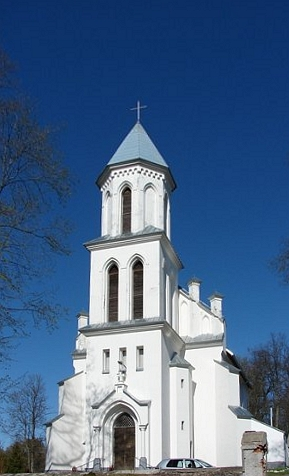

Впервые Вселюб упомянут в 1422 году на печати Яна Немиры. Католический храм в готическом стиле был, вероятно, выстроен или самим Ян Немирой или его сыном Андреем.
После смерти в 1573 году воеводы полоцкого Станислава Довойны, владевшего Вселюбом, местечко перешло в руки Николая Радзивилла «Рыжего». Последний, будучи ярым кальвинистом, превратил вселюбский храм в кальвинистский. За время пребывания у кальвинистов храм подвергся перестройке, готические своды были заменены деревянными перекрытиями, а контрфорсы уменьшены.
В 1642 году храм был возвращён католикам и был освящён во имя Святого Казимира. После этого архитектура претерпела ещё ряд изменений — узкие стрельчатые готические окна были переделаны в более широкие, алтарная часть была выровнена по высоте с основным объемом здания. В 1897 году к главному фасаду храма пристроили трехъярусную башню-колокольню, которая, несмотря на то, что почти на 500 лет моложе основной части, вполне гармонично с ней сочетается.
В 1986 году в здании произошёл сильный пожар, с 1988 по 1991 год шла реставрация. Повторное освящение храма со имя Святого Казимира произошло 14 сентября 1991 года.

## Архитектура
Несмотря на многочисленные перестройки XVI—XVIII веков храм см. Казимира сохранил свою готическую основу XV века.
Главным изменением внешнего вида храма стала пристройка к храму башни-колокольни в конце XIX века.
Изначальный храм начала XV в. имел четко готические черты, что доказывает характерная для готических строений кладка кирпичей и наличие в прошлом нервюрных и звёздчатых сводов.
Основной объём храма — квадратный в плане, накрыт двускатной крышей. Общие размеры строения 23,5 на 13 метров. С востока к основному объёму примыкает довольно большой прямоугольный пресвитерий, заканчивающийся трёхгранной апсидой.
Неподалёку от храма расположено хорошо сохранившееся здание плебании (начало XX века)